# Peter Reusse
Peter Reusse, né le 15 février 1941 à Teltow, Brandebourg, mort le 11 juin 2022 à Kolberg, Brandebourg, est un acteur allemand de théâtre, de cinéma et de télévision. Il s'est produit dans plus de soixante-dix films entre 1961 et 1993. Il était considéré comme une star en Allemagne de l'Est.

## Filmographie partielle
- 1965 : Die Abenteuer des Werner Holt (de)
- 1965 : Denk bloß nicht, ich heule de Frank Vogel
- 1967 : Frau Venus und ihr Teufel (de)
- 1977 : Ein irrer Duft von frischem Heu (de)
- 1980 : La Jeunesse de Pierre le Grand de Sergueï Guerassimov
- 1981 : Le Début des affaires glorieuses de Sergueï Guerassimov
- 1991 : Zwischen Pankow und Zehlendorf (de)

## Distinctions
Il s'est vu décerner le Prix Goethe de la ville de Berlin en 1987.